# Spiridon Mattar

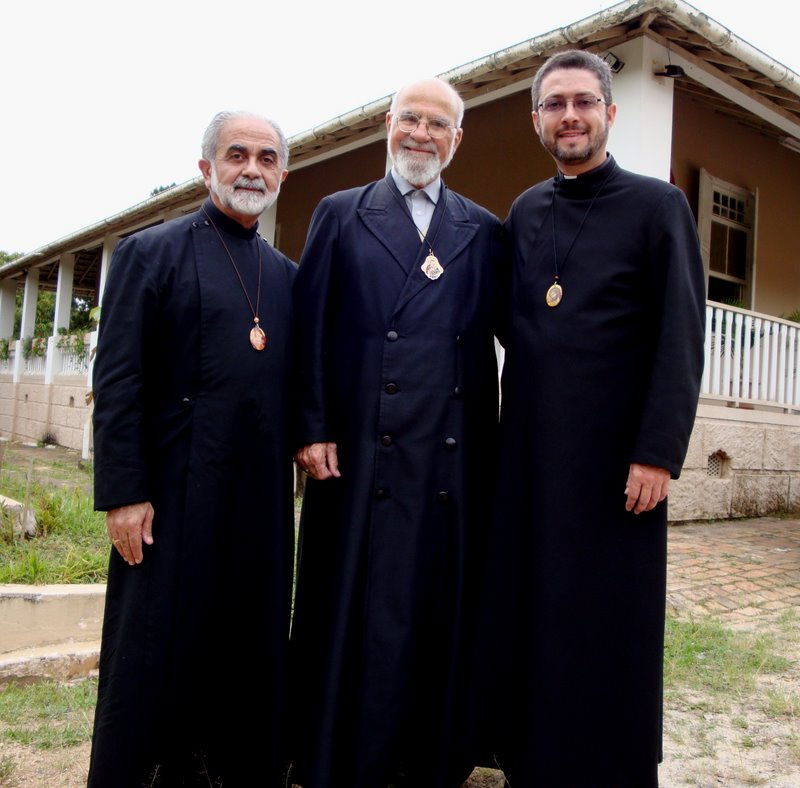
Spiridon Mattar zwischen Fares Maakaroun und dem Archimandrit Theodoro

Spiridon Mattar (* 1. März 1921 in Beirut; † 26. Juli 2014) war melkitischer Bischof von Nossa Senhora do Paraíso em São Paulo in Brasilien.

## Leben
Spiridon Mattar empfing am 20. Juli 1946 die Priesterweihe. Er studierte Theologie und Philosophie am Priesterseminar St.-Anna in Jerusalem. Er war Sekretär am Bischofssitz in Beirut, Pfarrer von Unserer Lieben Frau von Providence, Lehrer und Superior an der St. Basil Schule, Generalvikar in Beirut und Präsident des Kirchengerichts der Patriarchalpfarrei St. Johannes Chrysostomus.
Papst Paul VI. ernannte ihn am 22. Juni 1978 zum Bischof von Nossa Senhora do Paraíso em São Paulo. Der Patriarch von Antiochien, Maximos V. Hakim, spendete ihm am 20. Juli desselben Jahres die Bischofsweihe; Mitkonsekratoren waren Georges Haddad, Erzbischof von Tyros, und Habib Bacha MSP, Erzbischof von Beirut und Jbeil.
Am 20. April 1990 nahm Papst Johannes Paul II. seinen vorzeitigen Rücktritt an.